# Championnat du Congo féminin de handball
Le Championnat du Congo féminin de handball est une compétition de clubs féminins de handball en République du Congo qui constitue le sommet de la hiérarchie de ce sport depuis 1969. 

## Palmarès

### Palmarès saison par saison
Le palmarès est, :
| Saison | Champion                         |
| ------ | -------------------------------- |
| 1969   | Diables noirs de Brazzaville     |
| 1970   | Diables noirs de Brazzaville (2) |
| 1971   | Diables noirs de Brazzaville (3) |
| 1972   | Diables noirs de Brazzaville (4) |
| 1973   | non organisé                     |
| 1974   | Étoile du Congo                  |
| 1975   | Diables noirs de Brazzaville (5) |
| 1976   | Étoile du Congo (2)              |
| 1977   | Étoile du Congo (3)              |
| 1978   | CARA Brazzaville                 |
| 1979   | CARA Brazzaville (2)             |
| 1980   | Étoile du Congo (4)              |
| 1981   | non organisé                     |
| 1982   | CARA Brazzaville (3)             |
| 1983   | Étoile du Congo (5)              |
| 1984   | Étoile du Congo (6)              |
| 1985   | Étoile du Congo (7)              |
| 1986   | Étoile du Congo (8)              |
| 1987   | AS Cheminots Pointe-Noire        |

| Édition | Saison                        |
| ------- | ----------------------------- |
| 1988    | Étoile du Congo (9)           |
| 1989    | Étoile du Congo (10)          |
| 1990    | Étoile du Congo (11)          |
| 1991    | Étoile du Congo (12)          |
| 1992    | Étoile du Congo (13)          |
| 1993    | Étoile du Congo (14)          |
| 1994    | Étoile du Congo (15)          |
| 1995    | Étoile du Congo (16)          |
| 1996    | Étoile du Congo (17)          |
| 1997    | Inter Club de Brazzaville     |
| 1998    | Étoile du Congo (18)          |
| 1999    | CARA Brazzaville (4)          |
| 2000    | Étoile du Congo (19)          |
| 2001    | Étoile du Congo (20)          |
| 2002    | CARA Brazzaville (5)          |
| 2003    | Inter Club de Brazzaville (2) |
| 2004    | Inter Club de Brazzaville (3) |
| 2005    | CARA Brazzaville (6)          |
| 2006    | Abo sport                     |

| Édition | Saison                        |
| ------- | ----------------------------- |
| 2007    | CARA Brazzaville (7)          |
| 2008    | Inter Club de Brazzaville (4) |
| 2009    | ?                             |
| 2010    | ASEL Brazzaville              |
| 2011    | CARA Brazzaville (8)          |
| 2012,   | Abo sport (2)                 |
| 2013    | Inter Club de Brazzaville (5) |
| 2014,   | Étoile du Congo (21)          |
| 2015    | Abo sport (3)                 |
| 2016,   | ASEL Brazzaville (3)          |
| 2017    | Abo sport (4)                 |
| 2018    | Abo sport (5)                 |
| 2019    | Abo sport (5)                 |
| 2020    | ?                             |
| 2021    | ?                             |
| 2022    | DGSP Brazzaville              |
| 2023    | DGSP Brazzaville              |
| 2024    | ?                             |

### Bilan
| Club                         | Titres | Années |
| ---------------------------- | ------ | --- |
| Étoile du Congo              | 21     | 1974, 1976, 1977, 1980, 1983, 1984, 1985, 1986, 1988, 1989, 1990, 1991, 1992, 1993, 1994, 1995, 1996, 1998, 2000, 2001, 2014 |
| CARA Brazzaville             | 8      | 1978, 1979, 1982, 1999, 2002, 2005, 2007, 2011                                                                               |
| Abo sport                    | 6      | 2006, 2012, 2015, 2017, 2018, 2019                                                                                           |
| Diables noirs de Brazzaville | 5      | 1969, 1970, 1971, 1972, 1975                                                                                                 |
| Inter Club de Brazzaville    | 5      | 1997, 2003, 2004, 2008, 2013                                                                                                 |
| ASEL Brazzaville             | 3      | ?, 2010, 2016 |
| DGSP Brazzaville             | 2      | 2022, 2023 |
| AS Cheminots Pointe-Noire    | 1      | 1987 |
| non organisé                 | 2      | 1973, 1981 |
| inconnu                      | 5      | 2009, 2020, 2021, 2024 |